# Dolly (groupe japonais)
 (novembre 2012).
Si vous disposez d'ouvrages ou d'articles de référence ou si vous connaissez des sites web de qualité traitant du thème abordé ici, merci de compléter l'article en donnant les références utiles à sa vérifiabilité et en les liant à la section « Notes et références ».
Pour les articles homonymes, voir Dolly.
Dolly est un groupe japonais de rock, composé de Mitsu au chant, Masa à la guitare, Yuina à la 2e guitare, Hachi à la basse et Tsuguki à la batterie.

## Historique
Le groupe s'est formé en 2005.

## Formation
Membres actuels
- Chant - Mitsu (蜜)
- Guitare - Masa (聖 ou まさ)
- Basse - Hachi (はち)
- Batterie - Tsuguki (亜樹 ou ツグキ)

Anciens membres
- Guitare - Yuina (ゆいな)

## Discographie

### Singles
Singles digitaux
- Quadlor Opera - Hoshizuku kuroku (21 février 2007)
- Hana Uta (mars 2008)
- Shikisai Graduation (7 septembre 2008)
- Play (19 mars 2010)
- GOTHIC PARTY (21 juillet 2010)

### DVD
- Screen of Indoors (26 octobre 2005)
- Re:colect Picture (4 février 2009)